# 진유리 (작가)
진유리는 대한민국의 텔레비전 드라마 작가이다. 

## 드라마
- 2024년 KBS2 저녁 일일연속극 《피도 눈물도 없이》 ... 집필 ( 35회 ~ 104회 )